# Oh Sang-uk
Oh Sang-uk (en coréen : 오상욱) , né le 30 septembre 1996 à Daejeon, est un escrimeur sud-coréen pratiquant le sabre.
Il est champion olympique en individuel et par équipe aux Jeux olympiques d'été de 2024 à Paris et termine la saison de Coupe du monde d'escrime 2023-2024 à la place de numéro 1 mondial.

## Carrière
Oh fait ses débuts internationaux au cours de la saison 2014-2015, obtenant dès son premier tournoi de coupe du monde une place sur le podium à Padoue. Durant la saison suivante, il atteint les quarts de finale de deux tournois de la coupe du monde supplémentaires, et une seule fois est éliminé dès le premier tour (au Grand Prix de Boston). Sélectionné pour les championnats d'Asie 2016, il s'arrête en quarts de finale, battu par son compatriote, futur vainqueur et no 1 mondial Kim Jung-hwan. Hors du top 16, Oh n'est pas retenu pour participer aux Jeux de Rio de Janeiro, les deux quotas sud-coréens ayant été attribués à Kim et Gu Bon-gil. Il est néanmoins sacré champion d'Asie par équipes.
Sa saison 2016-2017 débute par une treizième place à Dakar. Puis, en décembre, il signe sa première victoire à Györ, battant en finale son compatriote Gu. Une troisième place au Trophée Luxardo complète son palmarès de l'année. Il ne monte pas sur les podiums individuels des championnats d'Asie ni des championnats du monde mais finit la saison à la septième place mondiale.
Encore plus performant durant la saison 2017-2018, Oh remporte trois tournois de la coupe du monde sur huit dont deux Grand Prix (Cancún et Moscou) et un tournoi de catégorie A, à Györ, pour la deuxième année consécutive. Avant les grands championnats, Oh pointe au deuxième rang du classement 
mondial derrière son compatriote Gu Bon-gil avec seulement neuf points de retard et fait figure de favori pour remporter la coupe du monde, à seulement 21 ans. Ses championnats asiatiques et du monde se finissent cependant sur deux décevants deuxièmes tours. Battu par Yan Yinghui aux championnats d'Asie (14-15) et Farès Ferjani aux mondiaux (8-15) tandis que Gu s'adjuge le titre, Oh Sang-uk recule de trois places et finit 5e du classement général de la saison.
Ces deux contre-performances ne font que retarder l'inexorable progression du jeune Coréen vers la suprématie mondiale. Au cours de la saison 2018-2019, il est sur six des huit podiums de la coupe du monde, avec deux victoires en Grand Prix au Caire et à Séoul. Il efface ses déceptions aux championnats d'Asie en gagnant la compétition avant de devenir champion du monde 2019 en battant en finale le champion 2017 András Szatmári, titre qui lui offre par la même occasion la place de no 1 mondial et vainqueur de la Coupe du monde pour la première fois de sa carrière.
Il est médaillé d'or au sabre masculin individuel et par équipes aux Jeux olympiques d'été de 2024 à Paris.
Il devient de ce fait, le premier escrimeur coréen à avoir accompli le grand chelem et une construction d'un centre sportif portant son nom dans sa ville natale, Daejeon, est prévue.

## Palmarès
- Jeux olympiques
  -  Médaille d'or en individuel et par équipes aux Jeux olympiques de 2024 à Paris
  -  Médaille d'or par équipes aux Jeux olympiques de 2020 à Tokyo
  -  Médaille d'or par équipes aux Jeux olympiques de 2024 à Paris

- Championnats du monde d'escrime
  -  Médaille d'or par équipes aux championnats du monde d'escrime 2022 au Caire
  -  Médaille d'or aux championnats du monde d'escrime 2019 à Budapest
  -  Médaille d'or par équipes aux championnats du monde d'escrime 2019 à Budapest
  -  Médaille d'or par équipes aux championnats du monde d'escrime 2018 à Wuxi
  -  Médaille d'or par équipes aux championnats du monde d'escrime 2017 à Budapest
  -  Médaille d'argent par équipes aux championnats du monde d'escrime 2023 à Milan

- Championnats d'Asie d'escrime
  -  Médaille d'or par équipes aux championnats d'Asie d'escrime 2023 à Wuxi
  -  Médaille d'or par équipes aux championnats d'Asie d'escrime 2022 à Séoul
  -  Médaille d'or aux championnats d'Asie d'escrime 2019 à Tokyo
  -  Médaille d'or par équipes aux championnats d'Asie d'escrime 2019 à Tokyo
  -  Médaille d'or par équipes aux championnats d'Asie d'escrime 2017 à Hong Kong
  -  Médaille d'or par équipes aux championnats d'Asie d'escrime 2016 à Wuxi
  -  Médaille de bronze aux championnats d'Asie d'escrime 2022 à Séoul
  -  Médaille de bronze par équipes aux championnats d'Asie d'escrime 2018 à Bangkok

## Classement en fin de saison
| Année | 2015 | 2016 | 2017 | 2018 | 2019 | 2020 | 2021 | 2022 | 2023 | 2024 |  |
| ----- | ---- | ---- | ---- | ---- | ---- | ---- | ---- | ---- | ---- | ---- |  |
| Rang  | 46   | 24   | 7    | 5    | 1    | 1    | 2    | 3    | 16   | 1    |  |